# Liste der Naturdenkmale in Kaiserslautern
Die Liste der Naturdenkmale in Kaiserslautern nennt die im Stadtgebiet von Kaiserslautern ausgewiesenen Naturdenkmale (Stand 18. April 2024).

## Naturdenkmale
| Nr.         | Bezeichnung                                            | Lage                                                                   | Beschreibung | Bild                                    |
| ----------- | ------------------------------------------------------ | ---------------------------------------------------------------------- | --- | --------------------------------------- |
| ND-7312-001 | Buchen-Eichen-Altholz im Waldfriedhof                  | Donnersbergstraße, auf dem Hauptfriedhof Lage                          | flächenhaftes Naturdenkmal; westlich der oberen Treppe | Direkt Bild zu diesem Denkmal hochladen |
| ND-7312-002 | Buchen-Eichen-Altholz im Waldfriedhof                  | Donnersbergerstraße, auf dem Hauptfriedhof Lage                        | flächenhaftes Naturdenkmal; östlich der oberen Treppe | Direkt Bild zu diesem Denkmal hochladen |
| ND-7312-002 | Baumbestand im Waldfriedhof                            | Donnersbergerstraße, auf dem Hauptfriedhof Lage                        | flächenhaftes Naturdenkmal; Süd- und Südostrand des Waldfriedhofs | Direkt Bild zu diesem Denkmal hochladen |
| ND-7312-004 | Hudewald                                               | am Westhang des Dammbergs Lage                                         | flächenhaftes Naturdenkmal | Direkt Bild zu diesem Denkmal hochladen |
| ND-7312-005 | Eibenwäldchen                                          | Mölschbach, südwestlich des Ortes im Saudental Lage                    | Bestand von Taxus baccata | Direkt Bild zu diesem Denkmal hochladen |
| ND-7312-006 | Lehmkaut                                               | Mölschbach, An der Turnhalle, gegenüber Nr. 11 Lage                    | alter Hohlweg; flächenhaftes Naturdenkmal | Direkt Bild zu diesem Denkmal hochladen |
| ND-7312-007 | Hangmoor am Jungfernbrunnen                            | am Südwesthang des Kleinen Krebsers Lage                               | Hangmoor mit Vorkommen des Königsfarns (Osmunda regalis); flächenhaftes Naturdenkmal                                                                                          | Direkt Bild zu diesem Denkmal hochladen |
| ND-7312-008 | Buchen-Lärchen-Mischbestand                            | am Nordausgang des Großen Heckentals Lage                              | flächenhaftes Naturdenkmal | Direkt Bild zu diesem Denkmal hochladen |
| ND-7312-009 | Jagdhausweiher                                         | Hohenecken, östlich von Espensteig im Aschbachtal Lage                 | Weiher mit Verlandungszone und Sumpfwiesen; flächenhaftes Naturdenkmal; Teil des Naturschutzgebietes Aschbachtal-Jagdhausweiher                                               | Fotos hochladen                         |
| ND-7312-010 | Gelterswoog                                            | Hohenecken, südlich des Ortes Lage                                     | Weiher mit Verlandungszone und Sumpfgelände; flächenhaftes Naturdenkmal; teilweise im Naturschutzgebiet Täler und Verlandungszone am Gelterswoog                              | mehr Fotos \| Fotos hochladen           |
| ND-7312-011 | Kolbenwoog                                             | Hohenecken, westlich des Ortes im Kolbental Lage                       | Weiher mit Verlandungszone; flächenhaftes Naturdenkmal; Teil des Naturschutzgebiets Täler und Verlandungszone am Gelterswoog                                                  | Direkt Bild zu diesem Denkmal hochladen |
| ND-7312-012 | Vogelwoog                                              | Vogelwoogstraße Lage                                                   | Weiher mit großem Sumpfgebiet; flächenhaftes Naturdenkmal; Teil des Naturschutzgebietes Vogelwoog-Schmalzwoog                                                                 | mehr Fotos \| Fotos hochladen           |
| ND-7312-013 | Blechhammerwäldchen                                    | Danziger Straße Lage                                                   | Laub-Mischwald; flächenhaftes Naturdenkmal | Direkt Bild zu diesem Denkmal hochladen |
| ND-7312-014 | Schalk’scher Teich                                     | Erzhütten, südlich des Ortes Lage                                      | Weiher mit Sumpfgebiet und Bäumen; flächenhaftes Naturdenkmal | mehr Fotos \| Fotos hochladen           |
| ND-7312-015 | Ruhetalweiher                                          | Morlautern, westlich des Ortes im Ruhetal Lage                         | Weiher und Baumbestand aus Populus nigra und Alnus rubra; flächenhaftes Naturdenkmal                                                                                          | Direkt Bild zu diesem Denkmal hochladen |
| ND-7312-016 | Kröckel’scher Steinbruch                               | Lauterstraße Lage                                                      | Abbaufront eines stillgelegten Buntsandsteinbruchs; flächenhaftes Naturdenkmal; heute im Gelände der Gartenschau Kaiserslautern                                               | Fotos hochladen                         |
| ND-7312-017 | Vogelschutzgebiet Kaiserberg                           | auf dem Kaiserberg Lage                                                | 1960 gegründetes Vogelschutzgebiet in einer ehemaligen Parkanlage; flächenhaftes Naturdenkmal                                                                                 | Direkt Bild zu diesem Denkmal hochladen |
| ND-7312-018 | Blechhammerweiher                                      | Am Hammerweiher, westlich von Nr. 1 Lage                               | auch Hammerwoog; Weiher mit Verlandungszone; flächenhaftes Naturdenkmal; teilweise im Naturschutzgebiet Vogelwoog-Schmalzwoog                                                 | Fotos hochladen                         |
| ND-7312-019 | Rotbuchen                                              | Donnersbergstraße, auf dem Hauptfriedhof (Feld B2) Lage                | Fagus sylvatica, fünf Bäume | Direkt Bild zu diesem Denkmal hochladen |
| ND-7312-021 | Dicke Eiche                                            | Donnersbergstraße, auf dem Hauptfriedhof (Feld II 14a) Lage            | Quercus petraea | Direkt Bild zu diesem Denkmal hochladen |
| ND-7312-022 | Rotbuchen                                              | Donnersbergstraße, auf dem Hauptfriedhof (Feld B11/B12) Lage           | Fagus sylvatica, drei Bäume | Direkt Bild zu diesem Denkmal hochladen |
| ND-7312-024 | Stieleichen                                            | Donnersbergstraße, auf dem Hauptfriedhof (Felder C2, C7 und V5) Lage   | Quercus robur, sechs Bäume | Direkt Bild zu diesem Denkmal hochladen |
| ND-7312-026 | Rotbuchen                                              | Donnersbergstraße, auf dem Hauptfriedhof (Felder C3, C4 und C7) Lage   | Fagus sylvatica, drei Bäume | Direkt Bild zu diesem Denkmal hochladen |
| ND-7312-027 | Rotbuche                                               | Donnersbergstraße, auf dem Hauptfriedhof (Feld V2) Lage                | Fagus sylvatica | Direkt Bild zu diesem Denkmal hochladen |
| ND-7312-030 | Kapelleneiche                                          | Donnersbergstraße, auf dem Hauptfriedhof (Feld IV72) Lage              | Quercus petraea | Direkt Bild zu diesem Denkmal hochladen |
| ND-7312-031 | Traubeneiche                                           | Donnersbergstraße, auf dem Hauptfriedhof (Feld D1) Lage                | Quercus petraea | Direkt Bild zu diesem Denkmal hochladen |
| ND-7312-032 | Stieleiche                                             | Donnersbergstraße, auf dem Hauptfriedhof (Feld D7) Lage                | Quercus robur | Direkt Bild zu diesem Denkmal hochladen |
| ND-7312-033 | Rotbuchen                                              | Donnersbergstraße, auf dem Hauptfriedhof (Feld IV74) Lage              | Fagus sylvatica, drei Bäume | Direkt Bild zu diesem Denkmal hochladen |
| ND-7312-034 | Traubeneichen                                          | Donnersbergstraße, auf dem Hauptfriedhof (östlich Feld D7) Lage        | Quercus petraea, vier Bäume | Direkt Bild zu diesem Denkmal hochladen |
| ND-7312-036 | Dicke Eiche                                            | Donnersbergstraße, auf dem Hauptfriedhof (Feld 49b/50c) Lage           | Quercus robur | Direkt Bild zu diesem Denkmal hochladen |
| ND-7312-037 | Große Eiche                                            | Donnersbergstraße, auf dem Hauptfriedhof (Feld 50a/50b) Lage           | Quercus petraea | Direkt Bild zu diesem Denkmal hochladen |
| ND-7312-039 | Hainbuche                                              | östlich der Panzerkaserne und südlich der B 37 Lage                    | Carpinus betulus | Direkt Bild zu diesem Denkmal hochladen |
| ND-7312-040 | Rummellinden                                           | östlich der Panzerkaserne und südlich der B 37, beim Ruheforst Lage    | Tilia cordata, zehn Bäume | Direkt Bild zu diesem Denkmal hochladen |
| ND-7312-041 | Entersweiler Linden                                    | östlich der Stadt an der L 504 Lage                                    | Tilia cordata, acht Bäume | Direkt Bild zu diesem Denkmal hochladen |
| ND-7312-042 | Heiligenberglinde                                      | im Heiligental Lage                                                    | Tilia cordata | Fotos hochladen                         |
| ND-7312-043 | Winterlinden                                           | am Totenkopf, nördlich der Ruine Beilstein Lage                        | Tilia cordata, drei Bäume | mehr Fotos \| Fotos hochladen           |
| ND-7312-044 | Hexenkiefer                                            | im Hungerbrunner Tal östlich der L 504 Lage                            | Pinus sylvestris | Fotos hochladen                         |
| ND-7312-045 | Dammtaler Eichen                                       | im Hungerbrunner Tal an der L 504 Lage                                 | Quercus robur, zwei Bäume | Fotos hochladen                         |
| ND-7312-046 | Buche am Mölschbacher Weg                              | im Hungerbrunner Tal an der L 504 Lage                                 | Fagus sylvatica | Fotos hochladen                         |
| ND-7312-048 | Die dicke Eiche                                        | an der L 504, südlich des Hungerbrunnens Lage                          | Quercus robur | Direkt Bild zu diesem Denkmal hochladen |
| ND-7312-049 | Augustenköpfchen                                       | Mölschbach, südlich des Ortes Lage                                     | Tilia cordata, 13 Bäume; Standort eines abgegangenen Jagdhauses, benannt nach Auguste Elisabeth von Hacke                                                                     | Direkt Bild zu diesem Denkmal hochladen |
| ND-7312-050 | Schattenbäumchen                                       | Mölschbach, nördlich des Ortes im Breiten Dell Lage                    | Fagus sylvatica, einer von ursprünglich zwei Bäumen | Fotos hochladen                         |
| ND-7312-051 | Douglasien                                             | Mölschbach, südwestlich des Ortes im Sauteltal Lage                    | Pseudotsuga menziesii, fünf Bäume | Direkt Bild zu diesem Denkmal hochladen |
| ND-7312-052 | Luitpoldlinde                                          | Mölschbach, Eulentalstraße, Ecke Douzystraße Lage                      | Tilia platiphyllos, mit Einfassung | Direkt Bild zu diesem Denkmal hochladen |
| ND-7312-053 | Saupfercheiche                                         | südlich der Salingsmühle; Abteilung Am Saupferch Lage                  | Quercus robur | Direkt Bild zu diesem Denkmal hochladen |
| ND-7312-054 | Saumeichen                                             | südöstlich des Betzenbergs; Abteilungen Dachsdell und Goldgrub Lage    | Quercus petraea, vier Bäume | Direkt Bild zu diesem Denkmal hochladen |
| ND-7312-055 | Die Alten Eichen                                       | südöstlich des Betzenbergs; Abteilung Goldgrub Lage                    | Quercus petraea, zwei Bäume | Direkt Bild zu diesem Denkmal hochladen |
| ND-7312-056 | Die schönen Eichen                                     | südöstlich des Betzenbergs; Abteilung Goldgrub Lage                    | Quercus petraea, zwei Bäume | Direkt Bild zu diesem Denkmal hochladen |
| ND-7312-057 | Traubeneiche und Rotbuche                              | südöstlich des Betzenbergs; Abteilung Goldgrub Lage                    | Quercus petraea und Fagus sylvatica | Direkt Bild zu diesem Denkmal hochladen |
| ND-7312-058 | Schwarzkiefer                                          | nördlich des Kleinen Humbergs; Abteilung Höllenkopf Lage               | Pinus nigra | Direkt Bild zu diesem Denkmal hochladen |
| ND-7312-059 | Jungferneichen                                         | südlich des Kleinen Humbergs; Abteilung Am Jungfernstein Lage          | Quercus robur, zwei Bäume | Direkt Bild zu diesem Denkmal hochladen |
| ND-7312-060 | Kochendellbuche                                        | Mölschbach, nordwestlich des Ortes im Großheckental Lage               | Fagus sylvatica | Direkt Bild zu diesem Denkmal hochladen |
| ND-7312-062 | Blitzeichen                                            | südlich des Betzenbergs; Abteilung Hölle Lage                          | Quercus petraea, drei um 1860 vom Blitz getroffene Bäume mit sichtbarer Laufspur                                                                                              | Direkt Bild zu diesem Denkmal hochladen |
| ND-7312-063 | Humbergbuchen                                          | südlich des Betzenbergs; Abteilung Hölle Lage                          | Fagus sylvatica, drei Bäume | Fotos hochladen                         |
| ND-7312-064 | Humbergkastanien                                       | südöstlich des Bremerhofs auf dem Großen Humberg Lage                  | Castanea sativa, zwölf im 18. Jahrhundert vom städtischen Wolfsjäger gepflanzte Bäume                                                                                         | Direkt Bild zu diesem Denkmal hochladen |
| ND-7312-065 | Winterlinde                                            | östlich der Panzerkaserne und südlich der B 37 Lage                    | Tilia cordata | Direkt Bild zu diesem Denkmal hochladen |
| ND-7312-066 | Bremereichen                                           | östlich des Bremerhofs an der Bremerstraße Lage                        | Quercus robur, zwei Bäume, einer 300 bis 350 Jahre alt | Direkt Bild zu diesem Denkmal hochladen |
| ND-7312-067 | Letzbacheichen                                         | an der K 4 beim Weiherfelderhof Lage                                   | Quercus petraea, vier Bäume | Fotos hochladen                         |
| ND-7312-069 | Hainbuche                                              | westlich der Universitätswohnstadt an der L 502 Lage                   | Carpinus betulus | Direkt Bild zu diesem Denkmal hochladen |
| ND-7312-071 | Platane                                                | Philipp-Mees-Platz Lage                                                | Platanus ×acerifolia | mehr Fotos \| Fotos hochladen           |
| ND-7312-074 | Erfenbacher Linden                                     | Erfenbach, nördlich des Ortes auf dem Friedhof Lage                    | Tilia cordata, vier Bäume | Direkt Bild zu diesem Denkmal hochladen |
| ND-7312-075 | Kenneleichen                                           | Vogelwoogstraße, bei Nr. 69 Lage                                       | Quercus robur, elf Bäume | Direkt Bild zu diesem Denkmal hochladen |
| ND-7312-076 | Stadtplatane                                           | Fackelrondell Lage                                                     | Platanus ×acerifolia | Direkt Bild zu diesem Denkmal hochladen |
| ND-7312-078 | Hahnbrunner Eichen                                     | Blechhammerweg, bei Nr. 50 Lage                                        | Quercus robur, vier Bäume | Direkt Bild zu diesem Denkmal hochladen |
| ND-7312-079 | Ruhetaleiche                                           | an der K 12 am Eingang des Ruhetals Lage                               | Quercus petraea | Direkt Bild zu diesem Denkmal hochladen |
| ND-7312-080 | Heusseichen                                            | an der nördlichen Verlängerung der Merianstraße Lage                   | Quercus petraea, drei Bäume | Direkt Bild zu diesem Denkmal hochladen |
| ND-7312-081 | Heusslinden                                            | an der nördlichen Verlängerung der Merianstraße Lage                   | Tilia cordata, drei Bäume | mehr Fotos \| Fotos hochladen           |
| ND-7312-082 | Lindenallee                                            | östlich der Morlauterer Straße Lage                                    | Tilia cordata, 20 Bäume | Direkt Bild zu diesem Denkmal hochladen |
| ND-7312-083 | Heussbuchen                                            | östlich der Morlauterer Straße Lage                                    | Fagus sylvatica, drei Bäume | Direkt Bild zu diesem Denkmal hochladen |
| ND-7312-084 | Winterhaltbuche                                        | südlich der Waschmühle Lage                                            | Fagus sylvatica | Direkt Bild zu diesem Denkmal hochladen |
| ND-7312-086 | Häuschenbuchen                                         | am Südhang des Hagelgrunds Lage                                        | Fagus sylvatica, sieben Bäume | Direkt Bild zu diesem Denkmal hochladen |
| ND-7312-087 | Luitpoldeiche                                          | Erlenbach, Erlenbacher Straße, gegenüber Nr. 54 Lage                   | Quercus petraea | Direkt Bild zu diesem Denkmal hochladen |
| ND-7312-089 | Edelkastanie                                           | Mainzer Straße, bei Nr. 8 Lage                                         | Castanea sativa | Direkt Bild zu diesem Denkmal hochladen |
| ND-7312-090 | Hünengräber                                            | unmittelbar östlich des Autobahndreiecks Kaiserslautern Lage           | sechs Grabhügel; flächenhaftes Naturdenkmal; Teilfläche eines bis Enkenbach-Alsenborn reichenden Gräberfeldes mit insgesamt mehr als 300 Grabhügeln der Bronze- und Eisenzeit | Direkt Bild zu diesem Denkmal hochladen |
| ND-7312-091 | Schanze auf dem Harten Kopf                            | südöstlich der Stadt auf dem Harten Kopf Lage                          | 1793/94 angelegte Schanze; flächenhaftes Naturdenkmal | Fotos hochladen                         |
| ND-7312-092 | Humbergschanze                                         | auf dem Großen Humberg, nordöstlich des Weiherfelderhofs Lage          | zwischen 1793 und 1796 angelegte langgestreckte preußische Schanze; flächenhaftes Naturdenkmal                                                                                | Direkt Bild zu diesem Denkmal hochladen |
| ND-7312-093 | Hochfels                                               | östlich der Anschlussstelle Kaiserslautern-Ost der A 6 Lage            | Buntsandsteinfelsen | Fotos hochladen                         |
| ND-7312-094 | Felsplatte                                             | auf einem Nebengipfel des Queitersbergs Lage                           | Buntsandsteinfelsen | Direkt Bild zu diesem Denkmal hochladen |
| ND-7312-095 | Beilstein                                              | auf dem Beilsteiner Kopf Lage                                          | Burgfelsen und -ruine; flächenhaftes Naturdenkmal | mehr Fotos \| Fotos hochladen           |
| ND-7312-096 | Totenköpfchen                                          | nordöstlich der Ruine Beilstein Lage                                   | Buntsandsteinfelsen | Fotos hochladen                         |
| ND-7312-097 | Saufels                                                | östlich oberhalb des Bockentals Lage                                   | auch Ungeheuerstein; Buntsandsteinfelsen | Direkt Bild zu diesem Denkmal hochladen |
| ND-7312-098 | Buchholzfelsen                                         | westlich oberhalb des Bockentals Lage                                  | Buntsandsteinfelsen und Schutzhütte | Direkt Bild zu diesem Denkmal hochladen |
| ND-7312-099 | Erbstein                                               | an der L 504, südlich des Hungerbrunnens Lage                          | Buntsandsteinfelsen mit Inschrift und umgebenden Buchen-Eichen-Altholz; flächenhaftes Naturdenkmal                                                                            | Direkt Bild zu diesem Denkmal hochladen |
| ND-7312-100 | Steinschüssel                                          | am Osthang des Großen Krebsers Lage                                    | vier schüsselartige Auswitterungen mit drei weiteren Steinschüsseln 50 m nördlich davon                                                                                       | Direkt Bild zu diesem Denkmal hochladen |
| ND-7312-101 | Jungfernfels                                           | am Westhang des Kleinen Krebsers Lage                                  | Buntsandsteinwand | Direkt Bild zu diesem Denkmal hochladen |
| ND-7312-102 | Humbergfels                                            | am nordöstlichen Ende des Großen Humbergs, südlich vom Betzenberg Lage | Buntsandsteinfelsen | Direkt Bild zu diesem Denkmal hochladen |
| ND-7312-103 | Rote Hohl                                              | an der L 503, südlich der Universitätswohnstadt Lage                   | Hohlweg mit Resten einer Römerstraße; flächenhaftes Naturdenkmal | Fotos hochladen                         |
| ND-7312-104 | Schluchtfels                                           | nördlich der Hagelgrundquelle Lage                                     | Felsformation | Direkt Bild zu diesem Denkmal hochladen |
| ND-7312-105 | Der hohe Fels                                          | auf dem Gersweiler Kopf Lage                                           | auch Hochfels; Felsformation | Direkt Bild zu diesem Denkmal hochladen |
| ND-7312-106 | Träufling                                              | an der A 6 beim Rastplatz Queitersberg Lage                            | auch Drei-Tröge-Brunnen; gefasste Quelle mit drei Trögen und umgebenden mit Buchenaltholz                                                                                     | Direkt Bild zu diesem Denkmal hochladen |
| ND-7312-107 | Bockenbrunnen                                          | am Südende des Bockentals Lage                                         | gefasste Quelle mit verlandetem Tümpel mit Sumpfvegetation und Steinfassung                                                                                                   | Direkt Bild zu diesem Denkmal hochladen |
| ND-7312-108 | Dammbrunnen                                            | am Westhang des Dammbergs Lage                                         | gefasste Quelle | Fotos hochladen                         |
| ND-7312-109 | Felsenbrunnen                                          | am Nordosthang des Felsenbrunnerkopfs Lage                             | gefasste Quelle | Fotos hochladen                         |
| ND-7312-110 | Hungerbrunnen                                          | an der L 504 Lage                                                      | ungefasste Quelle der Lauter, periodisch schüttend | Fotos hochladen                         |
| ND-7312-111 | Schröderbrunnen                                        | Mölschbach, südöstlich des Ortes Lage                                  | auch Schreederbrunnen; 1935 gefasste Quelle des Eulenmühlenbachs, eines der Quellbäche des Aschbachs                                                                          | Direkt Bild zu diesem Denkmal hochladen |
| ND-7312-112 | Eulenhöhle                                             | Mölschbach, südlich des Ortes am Südwesthang des Eulenkopfs Lage       | Quellgrotte innerhalb eines Hangmoors | Direkt Bild zu diesem Denkmal hochladen |
| ND-7312-113 | Saudentalbrunnen                                       | Mölschbach, südwestlich des Ortes im Saudental Lage                    | zwei gefasste Quellen | Direkt Bild zu diesem Denkmal hochladen |
| ND-7312-114 | Kochenbrunnen                                          | Mölschbach, nordwestlich des Ortes im Großheckental Lage               | gefasste Quelle | Direkt Bild zu diesem Denkmal hochladen |
| ND-7312-115 | Wolfsbrunnen                                           | am Westhang des Großen Krebsers Lage                                   | gefasste Quelle und Feuchtmulde | Direkt Bild zu diesem Denkmal hochladen |
| ND-7312-116 | Moosbrunnen                                            | Mölschbach, nordwestlich des Ortes Lage                                | gefasste Quelle | Fotos hochladen                         |
| ND-7312-117 | Jungfernbrunnen                                        | am Westhang des Kleinen Krebsers Lage                                  | mehrere Quellen und ein Trog | Direkt Bild zu diesem Denkmal hochladen |
| ND-7312-118 | Fuchsbrunnen                                           | auf der Ostseite des Großen Humbergs, östlich des Bremerhofs Lage      | gefasste Quelle | Direkt Bild zu diesem Denkmal hochladen |
| ND-7312-119 | Letzbachbrunnen                                        | am Westhang des Großen Humbergs, nördlich des Weiherfelderhofs Lage    | gefasste Quelle des Neuen Letzbachs | Fotos hochladen                         |
| ND-7312-120 | Pfaffenbrunnen                                         | im Stadtwald, südwestlich des Bremerhofs Lage                          | gefasste Quelle | Fotos hochladen                         |
| ND-7312-121 | Rambachbrunnen                                         | Dansenberg, südlich des Ortes im Rambacher Tal Lage                    | drei gefasste Quellen; Quellzone des Rambachs; Teil des Naturschutzgebietes Aschbachtal-Jagdhausweiher                                                                        | Fotos hochladen                         |
| ND-7312-122 | Kolbenbrunnen                                          | Hohenecken, westlich des Ortes in einem Seitental des Kolbentals Lage  | auch August-Mayer-Brunnen; gefasste Quelle | Direkt Bild zu diesem Denkmal hochladen |
| ND-7312-123 | Vogelwoogbrunnen                                       | am Nordufer des Vogelwoogs Lage                                        | ungefasste Quelle; Teil des Naturschutzgebietes Vogelwoog-Schmalzwoog | Direkt Bild zu diesem Denkmal hochladen |
| ND-7312-124 | Schnorrbrunnen                                         | nördlich des Ruhetalweihers Lage                                       | ungefasste Quelle | Direkt Bild zu diesem Denkmal hochladen |
| ND-7312-125 | Aspenborn                                              | südlich des Ruhetalweihers Lage                                        | zwei gefasst und eine ungefasste Quelle | Direkt Bild zu diesem Denkmal hochladen |
| ND-7312-126 | Hofmannsquelle                                         | nördlich der Stadt im Hagelgrund Lage                                  | teilweise gefasste Quelle | Direkt Bild zu diesem Denkmal hochladen |
| ND-7312-127 | Hagelgrundquelle                                       | nördlich der Stadt im Hagelgrund Lage                                  | gefasste Quelle | Direkt Bild zu diesem Denkmal hochladen |
| ND-7312-128 | Schluchtquelle                                         | nördlich der Hagelgrundquelle Lage                                     | ungefasste Quelle | Direkt Bild zu diesem Denkmal hochladen |
| ND-7312-129 | Wasserfall                                             | nördlich der Stadt im Hagelgrund Lage                                  | Wasserfall des Schluchtbachs | Direkt Bild zu diesem Denkmal hochladen |
| ND-7312-130 | Kastaniengruppe im Kindergarten des Diakonissenvereins | Ländelstraße, hinter Nr. 4 Lage                                        | Castanea sativa oder Aesculus hippocastanum, drei Bäume | Direkt Bild zu diesem Denkmal hochladen |
| ND-7312-131 | Waldkiefer Leimenkaut                                  | im Stadtwald, südlich der Universität Lage                             | Pinus sylvestris | Direkt Bild zu diesem Denkmal hochladen |
| ND-7312-132 | Waldkiefern am Neuweg                                  | im Stadtwald, südlich der Universität Lage                             | Pinus sylvestris, zwei Bäume | Direkt Bild zu diesem Denkmal hochladen |
| ND-7312-133 | Birnbaum Am Eipel                                      | Siegelbach, nordwestlich des Ortes Lage                                | Pyrus communis | Direkt Bild zu diesem Denkmal hochladen |
| ND-7312-134 | Baumgruppe Kinderhort Pfeiffertälchen                  | Julius-Küchler-Straße, bei Nr. 40a Lage                                | Fagus sylvatica, vier Bäume, und Quercus robur, drei Bäume | Direkt Bild zu diesem Denkmal hochladen |
| ND-7312-136 | Landmarke Eiche                                        | Rütschhofstraße, bei Nr. 50 Lage                                       | Quercus sp., drei Bäume | Direkt Bild zu diesem Denkmal hochladen |

## Ehemalige Naturdenkmale
| Nr.         | Bezeichnung          | Lage                                                                               | Beschreibung                                                           | Bild                                    |
| ----------- | -------------------- | ---------------------------------------------------------------------------------- | ---------------------------------------------------------------------- | --------------------------------------- |
| ND-7312-020 | Ehrenfriedhofsbuchen | Donnersbergstraße, auf dem Hauptfriedhof (Ehrenfriedhof) Lage                      | Fagus sylvatica, zwei Bäume; Rechtsverordnung aufgehoben               | Direkt Bild zu diesem Denkmal hochladen |
| ND-7312-023 | Rotbuchen            | Donnersbergstraße, auf dem Hauptfriedhof (Feld B14) Lage                           | Fagus sylvatica, zwei Bäume; Rechtsverordnung aufgehoben               | Direkt Bild zu diesem Denkmal hochladen |
| ND-7312-025 | Rotbuche             | Donnersbergstraße, auf dem Hauptfriedhof (Feld B12) Lage                           | Fagus sylvatica; Rechtsverordnung aufgehoben                           | Direkt Bild zu diesem Denkmal hochladen |
| ND-7312-028 | Rotbuche             | Donnersbergstraße, auf dem Hauptfriedhof (westlich der Kapelle) Lage               | Fagus sylvatica; Rechtsverordnung aufgehoben                           | Direkt Bild zu diesem Denkmal hochladen |
| ND-7312-029 | Kapellenbuche        | Donnersbergstraße, auf dem Hauptfriedhof (Feld V2) Lage                            | Fagus sylvatica; Rechtsverordnung aufgehoben                           | Direkt Bild zu diesem Denkmal hochladen |
| ND-7312-035 | Waldkiefer           | Donnersbergstraße, auf dem Hauptfriedhof (östlich Feld III55) Lage                 | Pinus sylvestris; Rechtsverordnung aufgehoben                          | Direkt Bild zu diesem Denkmal hochladen |
| ND-7312-038 | Flickerstalbuche     | an der Einmündung des Flickerstales in den Hagelgrund Lage                         | Fagus sylvatica; Rechtsverordnung 1992 aufgehoben                      | Direkt Bild zu diesem Denkmal hochladen |
| ND-7312-047 | Hungerbrunnenfichte  | an der L 504 nördlich des Hungerbrunnens Lage                                      | Picea abies; Rechtsverordnung aufgehoben                               | Direkt Bild zu diesem Denkmal hochladen |
| ND-7312-061 | Weißdorn             | Kantstraße, Ecke Im Stadtwald Lage                                                 | Crataegus laevigata; Rechtsverordnung aufgehoben                       | Direkt Bild zu diesem Denkmal hochladen |
| ND-7312-068 | Gelterswoogbuchen    | Hohenecken, nördlich des Gelterswoogs Lage                                         | Fagus sylvatica, drei Bäume; 1981 gefällt, Rechtsverordnung aufgehoben | Direkt Bild zu diesem Denkmal hochladen |
| ND-7312-070 | Die dicke Eiche      | westlich der Universitätswohnstadt an der L 502 Lage                               | Quercus petraea; Rechtsverordnung aufgehoben                           | Direkt Bild zu diesem Denkmal hochladen |
| ND-7312-072 | Hammertalbuche       | Am Hammerweiher, bei Nr. 1 Lage                                                    | Fagus sylvatica; 1990 umgestürzt, Rechtsverordnung gelöscht            | Direkt Bild zu diesem Denkmal hochladen |
| ND-7312-073 | Die Dicke Buche      | Erzhütten, südwestlich des Ortes auf dem Vogelhammerkopf; Abteilung Stockfeld Lage | Fagus sylvatica; 2010 umgestürzt, Rechtsverordnung gelöscht            | Direkt Bild zu diesem Denkmal hochladen |
| ND-7312-077 | Kasinoeiche          | Martin-Luther-Straße, hinter Nr. 20 Lage                                           | Quercus robur; Rechtsverordnung aufgehoben                             | Direkt Bild zu diesem Denkmal hochladen |
| ND-7312-085 | Rothebergbuchen      | auf dem Vorderen Rothenberg, nordwestlich des Sendemasts Lage                      | Fagus sylvatica, fünf Bäume; Rechtsverordnung aufgehoben               | Direkt Bild zu diesem Denkmal hochladen |
| ND-7312-088 | Hagelgrundbuche      | nordöstlich der Stadt im Eselsbachtal Lage                                         | Fagus sylvatica; Rechtsverordnung aufgehoben                           | Direkt Bild zu diesem Denkmal hochladen |